# Rue Raymond-Radiguet
Pour les articles homonymes, voir Radiguet.
La rue Raymond-Radiguet est une voie du 19e arrondissement de Paris, en France.

## Situation et accès
La rue Raymond-Radiguet est une voie publique située dans le 19e arrondissement de Paris. Elle débute au 17, rue Curial et se termine au 146, rue d'Aubervilliers.

## Origine du nom

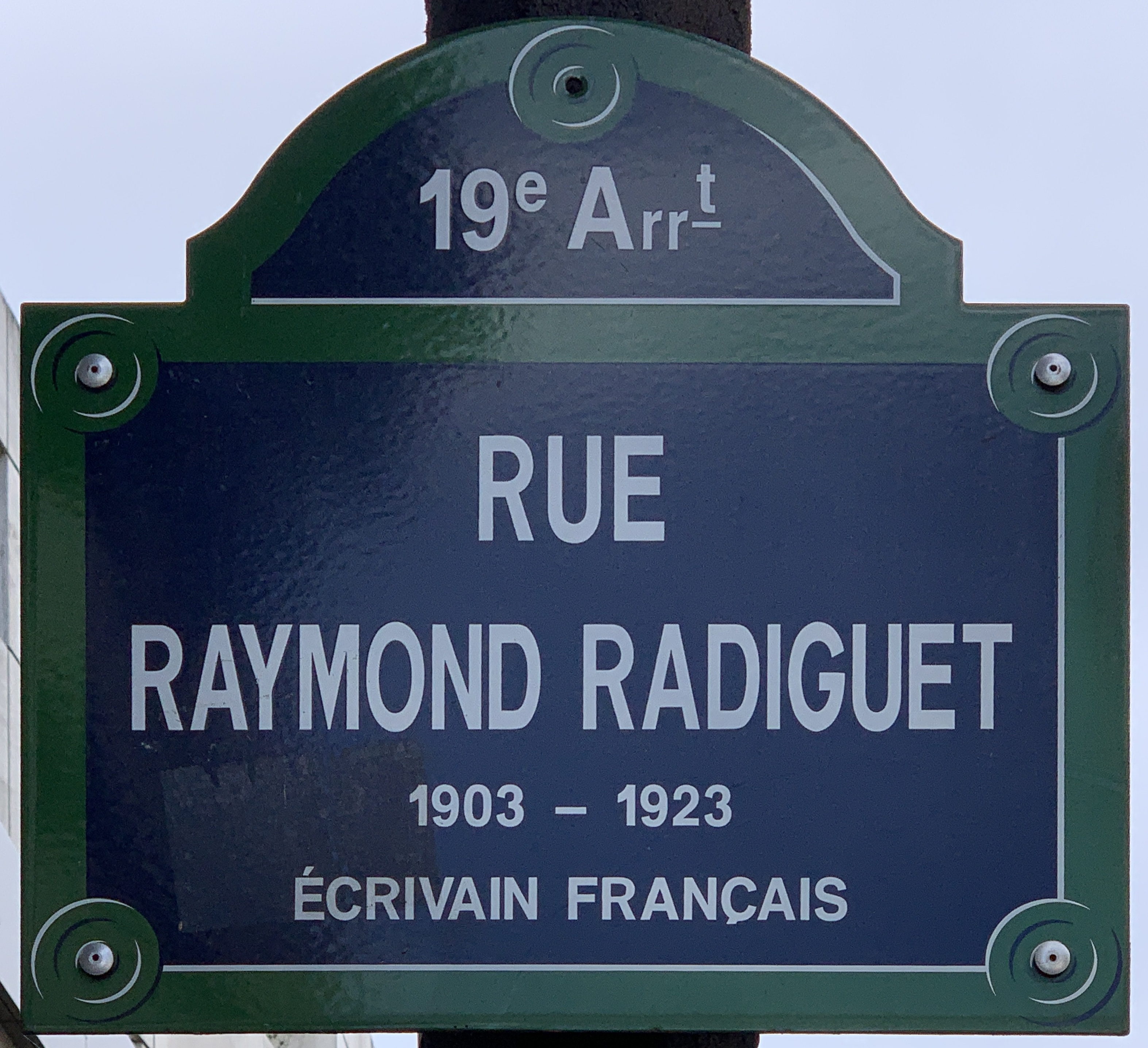
Plaque de la rue.

Le nom de la rue rend hommage à l'écrivain français Raymond Radiguet (1903-1923).

## Historique
La voie est créée sous le nom provisoire de « voie CB/19 » et prend sa dénomination actuelle par un arrêté municipal du 21 décembre 1988. 